# 미즈모토촌 (도쿄부)
미즈모토촌(水元村)은 도쿄부 미나미카쓰시카군에 일찍이 존재했던 촌이다.

## 역사
- 1889년 5월 1일 - 정촌제 시행에 수반해 미나미카쓰시카군 미즈모토촌이 성립하였다.
- 1932년 10월 1일 - 미나미카쓰시카군 전역이 도쿄시에 편입해, 미즈모토촌의 구역은 가쓰시카구구가 되었다.